# Andesit

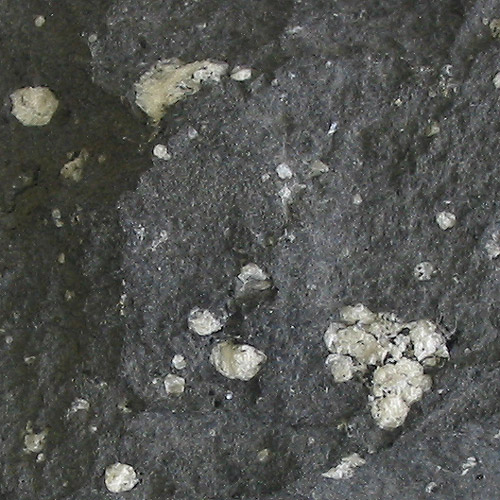
Một mẫu andesit (khối đất nền sẫm màu) với các bọng nhỏ hình hạnh nhân chứa zeolit. Đường kính quan sát là 8 cm.

Andesit là một loại đá magma phun trào có thành phần trung tính, với kiến trúc ẩn tinh đến ban tinh. Về tổng thể, nó là loại đá trung gian giữa bazan và dacit. Thành phần khoáng vật đặc trưng gồm plagiocla với pyroxen hoặc hornblend. Magnetit, zircon, apatit, ilmenit, biotit, và granat là các khoáng vật phụ thường gặp. Fenspat kiềm có thể có mặt với số lượng nhỏ. Sự phổ biến của tổ hợp fenspat-thạch anh trong andesit và các đá núi lửa khác được minh hoạ trong các biểu đồ QAPF. Hàm lượng tương đối của kiềm và silica được minh hoạ trong biểu đồ TAS.
Việc phân loại andesit có thể được dựa theo các ban tinh phổ biến trong đá. Ví dụ như: gọi là andesit- hornblend, nếu hornblend là khoáng vật phụ chủ yếu.
Andesit có thể xem là dạng tương đương của đá xâm nhập diorit. Các đá andesit mang đặc trưng cho các đới hút chìm ví dụ như rìa phía tây của Nam Mỹ. Tên gọi andesit có nguồn gốc từ dãy núi Andes.